# Cộng hòa Dân chủ Phần Lan
Cộng hòa Dân chủ Phần Lan (tiếng Phần Lan: Suomen kansanvaltainen tasavalta, hay tiếng Phần Lan: Suomen kansantasavalta, tiếng Thụy Điển: Demokratiska Republiken Finland) là một chính phủ bù nhìn ngắn ngủi được tạo ra và công nhận duy nhất bởi Liên Xô. Đứng đầu là chính trị gia Phần Lan Otto Ville Kuusinen, Joseph Stalin đã lên kế hoạch sử dụng nước Cộng hòa Dân chủ Phần Lan nhằm thiết lập quyền thống trị Phần Lan. Trên danh nghĩa hoạt động tại từng vùng thuộc Karelia của Phần Lan đã bị quân đội Liên Xô chiếm đóng trong cuộc chiến tranh Mùa Đông. Liên Xô cho rằng nó là chính phủ hợp pháp duy nhất cho toàn bộ đất nước Phần Lan nhằm kết thúc cuộc chiến tranh Mùa Đông và lập lại hòa bình; Tuy nhiên, trước khi kết thúc chiến tranh, Liên Xô đã từ bỏ cách giải thích này để đàm phán hòa bình với chính phủ Phần Lan tồn tại từ trước, vốn vẫn được công nhận bởi phần còn lại của thế giới.

## Danh pháp
Chế độ này cũng được biết đến với cái tên thông tục là Chính phủ Terijoki (tiếng Phần Lan: Terijoen hallitus, tiếng Thụy Điển: Terijokiregeringen), vì Terijoki là thị trấn đầu tiên bị Hồng quân Liên Xô đánh chiếm. Trong sử học Phần Lan, chính quyền này cũng thỉnh thoảng được gọi là Chính phủ Kuusinen (tiếng Phần Lan: Kuusisen hallitus tiếng Thụy Điển: Kuusinenregeringen). Chính quyền còn có tên gọi chính thức là Chính phủ Nhân dân Phần Lan (tiếng Phần Lan: Suomen kansanhallitus tiếng Thụy Điển: Finlands folkregering).

## Thành lập
Cộng hòa Dân chủ Phần Lan được thành lập vào ngày 1 tháng 12 năm 1939 tại thị trấn biên giới Phần Lan Terijoki (nay thuộc Zelenogorsk, Nga). Otto Ville Kuusinen trong suốt nhiệm kỳ của mình với vai trò là thủ tướng và nguyên thủ quốc gia. Nội các được tạo thành từ những công dân Liên Xô và thành phần cánh tả Phần Lan đã chạy trốn tới nước Nga Xô Viết sau cuộc nội chiến Phần Lan. Một tuyên bố được gửi qua TASS nhân danh nước Cộng hòa Dân chủ Phần Lan rằng: "Chính phủ Nhân dân trong thành phần hiện tại đã tự coi mình như một chính phủ lâm thời. Ngay khi vừa đến Helsinki, thủ đô của đất nước, nó sẽ được tái tổ chức và thành phần của nó được mở rộng bao gồm những đại diện của các Đảng phái và phe nhóm khác nhau tham gia vào mặt trận lao động của nhân dân. Thành phần cuối cùng của Chính phủ Nhân dân, quyền hạn và cơ cấu của nó phải do Nghị viện được bầu chọn phê chuẩn dựa trên cơ sở bình đẳng phổ thông đầu phiếu trực tiếp bằng cách bỏ phiếu kín". Ngoại trưởng Liên Xô Vyacheslav Molotov đã nói chuyện với đại sứ Đức tại Liên Xô vào ngày 30 tháng 11—một ngày trước khi công bố sự ra đời của nước Cộng hòa Dân chủ Phần Lan—rằng, "Chính phủ này chẳng phải là Liên Xô mà là một nước Cộng hòa dân chủ. Không một ai bố trí người Liên Xô ở đó, nhưng chúng tôi hy vọng rằng nó sẽ là một chính phủ mà chúng ta có thể đạt được thỏa thuận về việc bảo vệ an ninh Leningrad".

## Quan hệ với Liên Xô

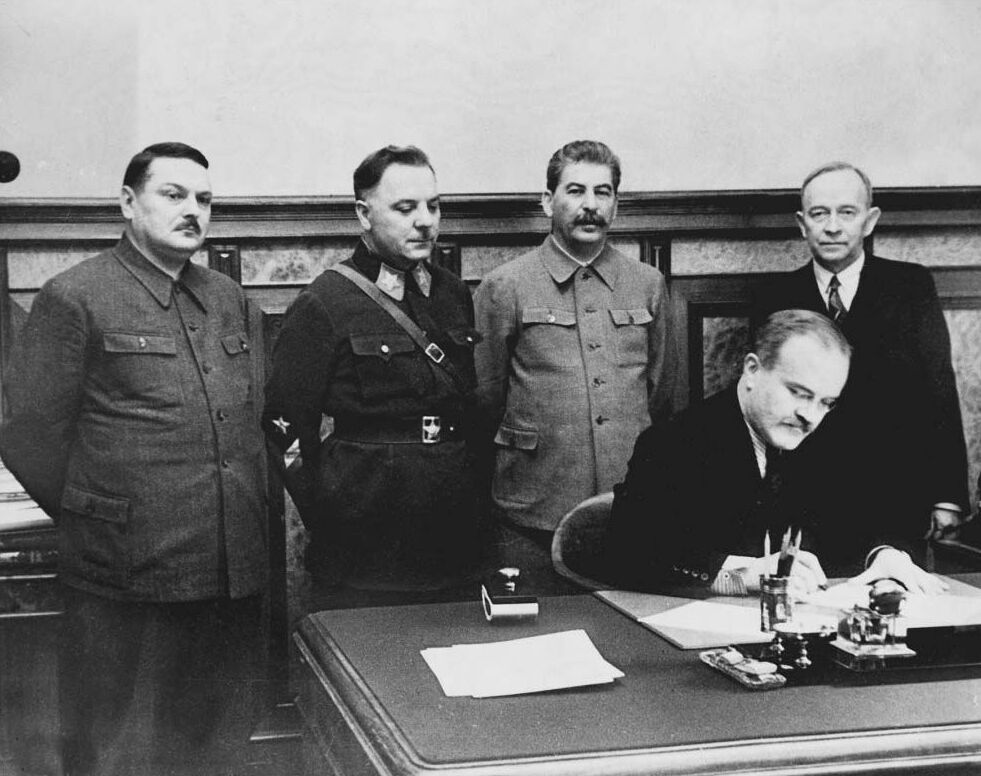
Vyacheslav Molotov đang ký kết một thỏa thuận giữa Liên Xô và Cộng hòa Dân chủ Phần Lan

Chính phủ Liên Xô đã thiết lập quan hệ ngoại giao với "chính quyền nhân dân". Vào ngày đầu tiên cho sự tồn tại của nước này, chế độ mới đồng ý cho thuê bán đảo Hanko; nhượng một phần lãnh thổ trên eo đất Karelia; và bán một hòn đảo ở vịnh Phần Lan cùng với các khu vực của Kalastajasaarento gần Bắc Băng Dương cho Liên Xô.
Kuusinen và Molotov đã ký một thỏa thuận hỗ trợ lẫn nhau và một nghị định thư bí mật vào ngày 2 tháng 12 năm 1939 tại Moskva. Nội dung của thỏa thuận này thực ra tương tự như những gì Bộ Ngoại giao Liên Xô đã lên kế hoạch trước đó vào tháng 10 năm 1939, dù nó không bao giờ được trao cho chính phủ Phần Lan. Theo thỏa thuận mới, Liên Xô sẽ nhường lại một vùng rộng lớn hơn nhiều là Đông Karelia, ngoại trừ khu đường sắt Murmansk, để đổi lấy vùng lãnh thổ cùng mà Liên Xô đã đòi hỏi trong cuộc đàm phán trước đó từ nước Cộng hòa Phần Lan.
Một dự thảo trước đó của thỏa thuận Moskva đã được Andrei Zhdanov phía Liên Xô và Kuusinen bên Cộng hòa ký kết mười ngày trước đó tại Petrozavodsk. Thỏa thuận Molotov–Kuusinen có đề cập đến việc cho thuê án đảo Hanko và xác định số lượng binh sĩ được chọn theo một thỏa thuận riêng biệt. Trước những năm 1990, các nhà sử học chỉ có thể suy đoán về sự tồn tại và nội dung của nó. Vào năm 1997, trong một dự án chung của Phần Lan-Nga, giáo sư Nga Oleg Rzesevski đã phát hiện ra nghị định thư ở Điện Kremlin tại Moskva. Nội dung khá giống với nghị định thư mà Liên Xô đã ký với các nước Estonia, Latvia và Litva từ tháng 9 đến tháng 10 năm 1939.

## Phản ứng ở Phần Lan và nước ngoài
Cộng hòa Dân chủ Phần Lan đã thất bại trong việc giành được sự ủng hộ của người lao động Phần Lan như Liên Xô đã hy vọng. Thay vào đó, khi đối mặt với cuộc xâm lược, xã hội Phần Lan trở nên đoàn kết ở một mức độ cao trong cái gọi là "Hào khí của Chiến tranh Mùa Đông". Cộng hòa Dân chủ cũng không được bất kỳ sự công nhận quốc tế nào ngoại trừ Liên Xô, mặc dù một số nhà hoạt động và các nhà văn cánh tả nổi bật như Jawaharlal Nehru, George Bernard Shaw, Martin Andersen Nexø và John Steinbeck đều lên tiếng ủng hộ đối với chính phủ. Tại nước Đức Quốc xã, báo chí nhà nước đã bày tỏ sự ủng hộ dành cho nước Cộng hòa Dân chủ Phần Lan vì Hiệp ước Molotov–Ribbentrop.
Joseph Stalin đã nhận thức rõ về tình hình chính trị trong nước ở Phần Lan dựa trên thông tin tình báo của Liên Xô, và do đó đã không dự đoán được rằng việc thành lập nước Cộng hòa Nhân dân có thể gây ra bất kỳ hành động cách mạng hay khởi nghĩa nhân dân chống lại Chính phủ Phần Lan hiện hữu. Chính phủ Kuusinen đã được chính thức công nhận bởi Liên Xô và hai quốc gia vệ tinh của Liên Xô là Mông Cổ và Tuva.

## Hợp nhất
Ngày 12 tháng 3 năm 1940, Cộng hòa Dân chủ Phần Lan được sáp nhập với nước Cộng hòa Xã hội chủ nghĩa Xô viết tự trị Karelia vào trong Cộng hòa Xã hội chủ nghĩa Xô viết Liên bang Nga để tạo thành nước Cộng hòa Xã hội chủ nghĩa Xô viết Karelia-Phần Lan, một nước Cộng hòa Xô viết theo đúng nghĩa của nó sau khi Phần Lan đã nhượng lại các khu vực cho phía Liên Xô theo Hòa ước Moskva.

## Chính phủ Terijoki
| Bộ trưởng                                                                        | Nhiệm kỳ              |
| -------------------------------------------------------------------------------- | --------------------- |
| Chủ tịch Chính phủ Nhân dân và Bộ trưởng Ngoại giao Phần Lan Otto Wille Kuusinen | 2/12/1939 – 12/3/1940 |
| Phó Chủ tịch Chính phủ Nhân dân và Bộ trưởng Tài chính Mauritz Rosenberg         | 2/12/1939 – 12/3/1940 |
| Bộ trưởng Quốc phòng Akseli Anttila                                              | 2/12/1939 – 12/3/1940 |
| Bộ trưởng Nội vụ Tuure Lehén                                                     | 2/12/1939 – 12/3/1940 |
| Bộ trưởng Nông nghiệp Armas Äikiä                                                | 2/12/1939 – 12/3/1940 |
| Bộ trưởng Giáo dục Inkeri Lehtinen                                               | 2/12/1939 – 12/3/1940 |
| Bộ trưởng Sự vụ Karelia Paavo Prokkonen                                          | 2/12/1939 – 12/3/1940 |